# Zabójcze piosenki małego miasta
Zabójcze piosenki małego miasta (ang. Small Town Murder Songs) – kanadyjski film kryminalny z 2010 roku. Obraz wyreżyserował Ed Gass-Donnelly, a główną rolę odegrał Peter Stormare. Zdjęcia do produkcji powstawały w Conestoga Lake, Listowel oraz Palmerston w Ontario, w Kanadzie. Premiera odbyła się na Festiwalu Filmowym w Toronto, 14 września 2010.

## Fabuła
Walter, doświadczony policjant z małego miasteczka Ontario Mennonite w Kanadzie, w przeszłości prowadził życie pełne przemocy i brutalności. Teraz próbuje zostawić poprzednie wcielenie za sobą i pojednać się z Bogiem. Tymczasem w okolicy pojawia się niebezpieczny przestępca, z którym stróż prawa będzie się musiał zmierzyć.

## Obsada
- Peter Stormare – Walter
- Jill Hennessy – Rita
- Martha Plimpton – Sam
- Jackie Burroughs – Olive
- Sebastian Pigott – Sebastian
- Alexandria Benoit – Sarah
- Stephen Eric McIntyre – Steve
- Ari Cohen – Washington
- Jessica Clement – Deb
- Amy Rutherford – Ava
- Stuart Hughes – Billy